# Gonkoken
Gonkoken („podobný kachně nebo labuti“) byl rod ornitopodního hadrosauroidního dinosaura, který žil zhruba před 71 miliony let (v období raného maastricht během svrchní křídy) na území dnešního jižního Chile (patagonská oblast Region Magallanes y la Antártica Chilena).

## Objev a význam
Fosilie tohoto hadrosauroida byly objeveny v roce 2013 v sedimentech geologického souvrství Dorotea v oblasti údolí řeky Río de las Chinas v oblasti Estancia Cerro Guido (ze stejného souvrství je znám také tyreofor rodu Stegouros). Jedná se o nejjižněji se nacházející fosilie hadrosauroida objevené v dějinách paleontologie. Je významným přínosem pro pochopení biodiverzity jihoamerických dinosaurů na konci křídového období. Druh G. nanoi byl formálně popsán v červnu roku 2023.

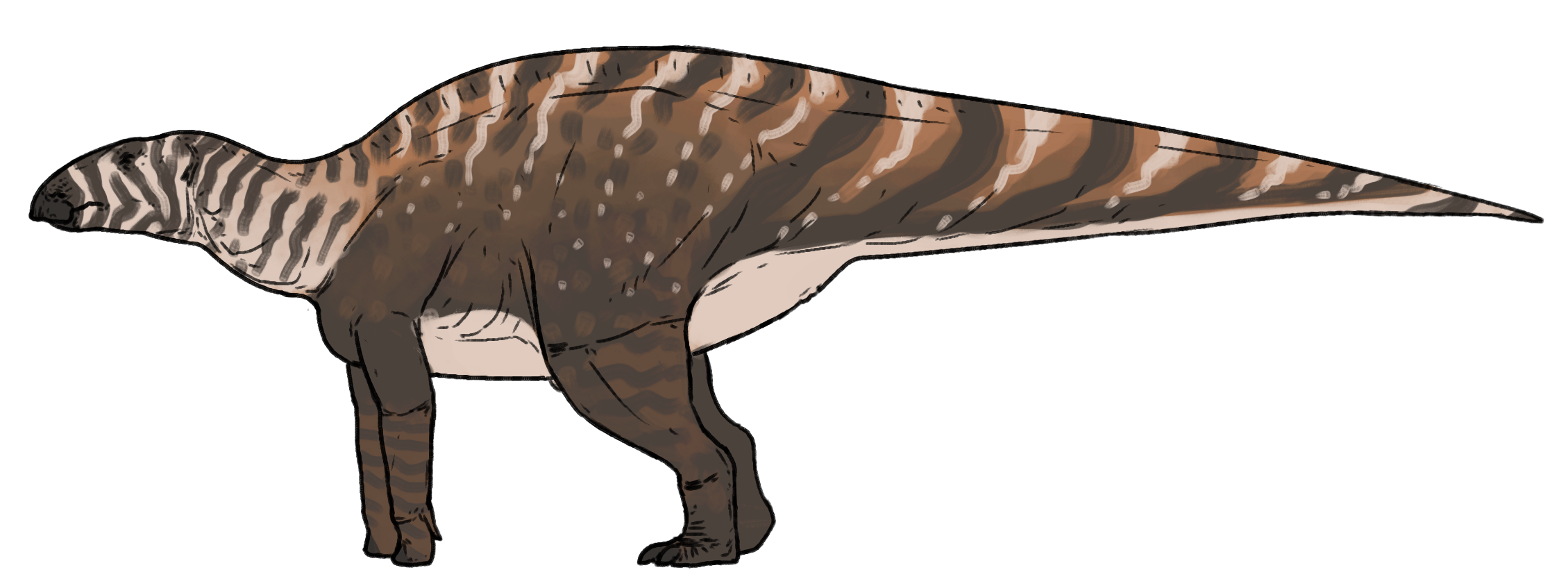
Gonkoken nanoi - rekonstrukce přibližného vzezření.

Jedná se o významnou a dosud neznámou vývojovou větev hadrosauroidů, představující jakousi pozdní odnož těchto ornitopodních dinosaurů. S délkou kolem 4 metrů patřil mezi menší zástupce této skupiny. Blízce příbuznými rody mohou být severoamerické taxony Eotrachodon, Lophorhothon a Huehuecanauhtlus.